# Rak želudca
Rak ili karcinom želudca ima najznačajnije mjesto među svim dobroćudnim i zloćudnim tumorima želudca.
Želudac je dio probavnog sustava. Smješten je u sredini trbuha, neposredno ispod rebara. Njegov gornji dio spojen je s jednjakom, a donji se nastavlja na dvanaesnik - početni dio tankoga crijeva. Kada hrana uđe u želudac, mišići u njegovoj stijenci proizvode valovite kretnje koje usitnjavaju i miješaju hranu. Istovremeno iz žlijezda u želučanoj stjenci izlaze sokovi koji olakšavaju probavu hrane. Nakon otprilike 3 sata, hrana postaje tekuća i prelazi u crijevo, gdje se probava nastavlja.
U Republici Hrvatskoj je, prema podatcima Registra za rak Hrvatskog zavoda za javno zdravstvo, 2006. godine registrirano više od 1000 novooboljelih s rakom želudca, što ga čini jednim od najčešćih sijela raka u oba spola.

## Etiologija
Rak želudca najčešće se pojavljuje nakon 50. godine života; češći je kod muškaraca. Učestaliji je u Japanu, Koreji, dijelovima istočne Europe, Latinskoj Americi. Iako se točan uzročnik ne zna, najčešće se spominju dimljena i jako soljena hrana (meso i riba), voda u kojoj ima dosta nitrata, nitrati kao konzervansi hrane te držanje pripravljene hrane na sobnoj temperaturi (upotreba hladionika i suvremene metode konzerviranja hrane smanjuju učestalost raka). Povećanom riziku izloženi su pušači i alkoholičari.
S druge strane, svježa hrana, voće, povrće mogu zaštititi od te bolesti. Neke studije pokazuju da bakterija Helicobacter pylori, koja može uzrokovati želučane upale i čir, može biti bitan čimbenik rizika nastanka raka želudca. Ugrožene su i osobe koje boluju od perniciozne anemije, nedostatka želučane kiseline (aklorhidrije) ili atrofije želudca, a i pušenje se navodi kao rizičan faktor. Po novim studijama, izgleda da je rizik nastanka raka želudca kod ljudi s čirom želudca ipak malen. Neke studije navode veću učestalost kod osoba koje imaju krvnu grupu A u odnosu na krvnu grupu O, no ona je svega nekoliko postotaka veća. Nije dokazano značenje genetskih čimbenika.
Rak želudca može nastati u bilo kojem dijelu želudca i širiti se u druge organe, npr. stijenkom želudca u jednjak ili dvanaesnik. Može proći i kroz stijenku želudca i zahvatiti limfne čvorove, jetra, gušteraču i debelo crijevo. Također može zahvatiti udaljene organe poput pluća, limfnih čvorova iznad ključne kosti i jajnika.

## Znakovi i simptomi
Rak želudca teško je rano otkriti. Obično nema simptoma u ranim stadijima i, u mnogim slučajevima, rak se proširio prije nego što je otkriven. Kada se pojave simptomi, često su tako nevažni da osoba na njih ne obraća pozornost. Ipak, te tegobe koje moraju upozoriti da je posjet liječniku potreban, iako nije nužno da im je rak uzrok, jesu: stalni bolovi ili nelagodnost u želucu, otežana probava uz pečenje-žgaravicu, mučnine i povraćanja, katkad uz tragove krvi ili boju taloga kave, gubitak apetita, gađenje na hranu-posebno meso, gubitak na težini, neuredne stolice, katkad s krvlju, tamno obojena stolica, nadutost nakon obroka, dugotrajniji osjećaj opće slabosti i umora.

## Dijagnoza
Pretrage koje je nužno učiniti: uz osnovne nalaze krvne slike i željeza u krvi, koji često ukazuju na slabokrvnost, ponekad se čini i test provjere da li postoji skrivena krv u stolici, jer rak želudca ponekad uzrokuje krvarenje koje se ne može vidjeti golim okom. Kako i druga stanja mogu uzrokovati krvarenja, krv u stolici ne znači nužno da osoba ima rak. Rendgenska snimka jednjaka i želudca, nakon što je pacijent popio barijevu kašu, ocrtava unutrašnjost tih organa i omogućuje da se uoče tumor ili druge abnormalnosti. No, najsigurnije je učiniti ezofagogastroskopiju - pregled jednjaka i želudca pomoću tanke cijevi - gastroskopa, koja se provodi kroz usta i jednjak do želudca. Liječnik tako može direktno vidjeti unutrašnjost želudca. Ako se pronađe nepravilnost, uzet će uzorak tkiva. Uzorak će pod mikroskopom pregledati patolog. Postupak uklanjanja tkiva i pregleda pod mikroskopom zove se biopsija. To je jedini siguran način da se utvrdi da li u tkivu postoje zloćudne stanice. Po dobivanju potvrdne dijagnoze, čine se dopunske pretrage kojima se utvrđuje moguće širenje tumora u okolinu ili druge organe (ultrazvuk, rtg - snimka pluća, CT trbušne šupljine itd.).

## Liječenje
Liječenje se prilagođava potrebama svakog pacijenta. Ono ovisi o veličini, smještaju i proširenosti tumora, odnosno o stadiju bolesti, o općem zdravstvenom stanju i dr. Karcinom želudca teško je liječiti, osim ako je otkriven u ranom stadiju (prije nego što se počeo širiti).
Nažalost, obično se otkrije u uznapredovalom stadiju.
Liječenje može biti kirurško, kemoterapijom i/ili radioterapijom. Jedinu nadu za izlječenje pruža kirurško odstranjenje tumora, a operacija uključuje odstranjenje dijela ili cijelog želudca i susjednih limfnih čvorova. Ostale metode liječenja, radioterapija i kemoterapija, koriste se nakon kirurškog zahvata i u liječenju uznapredovale bolesti. Novi pristupi liječenju, poput biološke terapije i drugačiji načini korištenja ustaljenih metoda, proučavaju se u kliničkim studijama. Bolesnik može biti liječen jednom metodom ili njihovim kombinacijama.

## Prevencija
Kako spriječiti rak želudca: treba izbjegavati pretjeranu konzumaciju prevruće ili jako dimljene, salamurene ili začinjene hrane, odnosno svih onih oblika hrane koji svojim dugotrajnim nagrizajućim djelovanjem uništavaju sluznicu želudca; čuvati se prekomjernog konzumiranja alkohola, posebno žestokih pića; redovito se kontrolirati kod liječnika, liječiti infekciju Helicobacter pylori. Mnoge studije pokazuju da konzumiranje hrane koja sadrži C- vitamin i beta-karoten, kao što su svježe voće i povrće te crni kruh, smanjuje rizik.
Od velike je važnosti borba za rano otkrivanje bolesti jer je tada vjerojatnost preživljavanja mnogo veća. Potrebno je utvrditi osobe s povećanim rizikom i redovito ih kontrolirati. U tu skupinu spadaju osobe iznad 40 godina koje imaju neka oboljenja želudca, ili češću pojavu raka želudca u obitelji, a posebno osobe s neodređenim tegobama u gornjem dijelu trbuha koje traju duže vrijeme i ne reagiraju na liječenje. 

## Vanjske poveznice
|  | Zajednički poslužitelj ima još gradiva o temi Rak želudca |

|  | Molimo pročitajte upozorenje o korištenju medicinskih informacija. Ne provodite liječenje bez savjetovanja s liječnikom! |